# Raffaele Farigu
Raffaele Farigu (Capoterra, 9 giugno 1934 – Cagliari, 27 giugno 2018) è stato un politico italiano.

## Biografia
Politico non vedente, è stato sindaco di Capoterra dal 1975 al 1977, consigliere ed assessore comunale e più volte consigliere regionale in Sardegna. Con il PSI si candida nel 1987 alle elezioni politiche, senza risultare eletto, poi subentra alla Camera nel luglio 1991 al posto del dimissionario Francesco Rais; viene rieletto a Montecitorio nel 1992. Dopo lo scioglimento del PSI, nel 1994 si ricandida alla Camera con il Partito Sardo d'Azione, senza essere rieletto. Nei primi anni Duemila è presidente regionale del Nuovo PSI in Sardegna, che rappresenta in Consiglio Regionale dal 2006 al 2009.
È stato presidente nazionale dell'Unione Ciechi D'Europa (UCE) e fondatore dell'Istituto Europeo Ricerca Formazione Orientamento Professionale (IERFOP).
Si è spento a 84 anni, nel 2018.